# Светско првенство у пливању 2017 — 200 м прсно за мушкарце
Такмичење у пливању у дисциплини 200 метара прсним стилом за мушкарце на Светском првенству у пливању 2017. одржано је 27. јула (квалификације и полуфинала) и 28. јула (финале) као део програма Светског првенства у воденим спортовима. Трке су се одржавале у базену Дунав арене у Будимпешта.
За трке у овој дисциплини била су пријављена 42 такмичара из 37 земаља, али 2 такмичара нису наступила у својим квалификационим групама. Титулу светског првака освојио је руски пливач Антон Чупков који је финалну трку испливао у времену 2:06,96 минута, што је уједно био и нови рекорд светских првенстава, те нови европски рекорд. Сребрна и бронзана медаља припале су репрезентативцима Јапана Јасухиру Косекију и Ипеју Ватанабеу.

## Освајачи медаља
|                    | Резултат |                       | Резултат |                     | Резултат |
|                    |          |                       |          |                     |          |
| Антон Чупков (РУС) | 2:06,96  | Јасухиро Косеки (ЈАП) | 2:07,29  | Ипеј Ватанабе (ЈАП) | 2:07,47  |

## Званични рекорди
Пре почетка такмичења званични свестки рекорд и рекорд шампионата у овој дисциплини су били следећи:
| Рекорд                         | Име                 | Резултат | Место               | Датум            |
| ------------------------------ | ------------------- | -------- | ------------------- | ---------------- |
| Светски рекорд СР              | Ипеј Ватанабе (ЈАП) | 2:06,67  | Токио (Јапан)       | 29. јануар 2017. |
| Рекорд светских првенстава РПр | Данијел Ђурта (МАЂ) | 2:07,23  | Барселона (Шпанија) | 2. август 2013.  |

Током такмичења у два наврата је поправљан светски, а уједно и рекорд светских првенстава у овој дисциплини.
| Датум   | Трка       | Пливач             | Нови рекорд | Тип рекорда |
| ------- | ---------- | ------------------ | ----------- | ----------- |
| 27. јул | полуфинале | Антон Чупков (РУС) | 2:07,14     | РПр         |
| 28. јул | финале     | Антон Чупков (РУС) | 2:06,96     | РПр         |

## Квалификације
За такмичење у тркама на 200 метара прсним стилом била су пријављена 42 такмичара из 37 земаља, свака од земаља је имала право на максимално два такмичара у овој дисциплини, а у квалификацијама је наступило 40 пливача. Квалификационе трке пливане су 27. јула у јутарњем делу програма, са почетком од 10:28 по локалном времену, а пласман у полуфинале остварило је 16 такмичара са најбољим резултатима квалификација. Квалификације су се пливале у 5 квалификационих група.
| ПЛ. | Трка | Стаза | Пливач               | Држава                     | Резултат      | Напомена      |
| --- | ---- | ----- | -------------------- | -------------------------- | ------------- | ------------- |
| 01. | 4    | 5     | Антон Чупков         | Русија                     | 2:08,23       | КВ            |
| 02. | 3    | 3     | Рос Мердок           | Велика Британија           | 2:08,98       | КВ            |
| 03. | 4    | 4     | Ипеј Ватанабе        | Јапан                      | 2:09,30       | КВ            |
| 04. | 4    | 6     | Ћин Хајанг           | Кина                       | 2:09,39       | КВ            |
| 05. | 3    | 4     | Кевин Кордес         | Сједињене Државе           | 2:09,47       | КВ            |
| 06. | 3    | 6     | Лука Пицини          | Италија                    | 2:09,86       | КВ            |
| 07. | 5    | 6     | Ник Финк             | Сједињене Државе           | 2:09,90       | КВ            |
| 08. | 5    | 2     | Метју Вилсон         | Аустралија                 | 2:09,98       | КВ            |
| 09. | 4    | 2     | Мао Фејљен           | Кина                       | 2:10,01       | КВ            |
| 10. | 5    | 5     | Дмитриј Баландин     | Казахстан                  | 2:10,18       | КВ            |
| 11. | 3    | 5     | Ерик Персон          | Шведска                    | 2:10,21       | КВ            |
| 12. | 5    | 4     | Јасухиро Косеки      | Јапан                      | 2:10,38       | КВ            |
| 13. | 5    | 3     | Марко Кох            | Немачка                    | 2:10,40       | КВ            |
| 14. | 4    | 3     | Иља Хоменко          | Русија                     | 2:10,43       | КВ            |
| 15  | 3    | 7     | Арно Каминга         | Холандија                  | 2:11,00       | КВ            |
| 15  | 4    | 8     | Јаник Кезер          | Швајцарска                 | 2:11,00       | КВ            |
| 17. | 3    | 2     | Данијел Ђурта        | Мађарска                   | 2:11,28       |               |
| 18. | 5    | 7     | Џејмс Вилби          | Велика Британија           | 2:11,51       |               |
| 19. | 5    | 1     | Карлос Клавери       | Венецуела                  | 2:11,71       |               |
| 20. | 3    | 1     | Николас Квин         | Ирска                      | 2:12,15       |               |
| 21. | 5    | 8     | Гиедријус Титенис    | Литванија                  | 2:12,37       |               |
| 22. | 4    | 7     | Мати Матсон          | Финска                     | 2:12,66       |               |
| 23. | 5    | 0     | Мигуел де Лара       | Мексико                    | 2:13,35       |               |
| 24. | 4    | 9     | Иља Шиманович        | Белорусија                 | 2:13,46       |               |
| 25. | 4    | 0     | Кристофер Ротбауер   | Аустрија                   | 2:13,61       |               |
| 26. | 4    | 1     | Тијаго Симон         | Бразил                     | 2:14,23       |               |
| 27. | 3    | 8     | Лоран Карно          | Луксембург                 | 2:14,87       |               |
| 28. | 2    | 7     | Чао Ман Ху           | Макао                      | 2:15,41       |               |
| 29. | 2    | 4     | Ли Хсуанјен          | Кинески Тајпеј             | 2:15,94       |               |
| 30. | 3    | 9     | Данилс Бобровс       | Летонија                   | 2:16,86       |               |
| 31. | 2    | 6     | Јусеф ел Камаш       | Египат                     | 2:17,43       |               |
| 32. | 2    | 2     | Денис Петрашов       | Киргистан                  | 2:18,43       |               |
| 33. | 5    | 9     | Ким Ђејун            | Јужна Кореја               | 2:18,65       |               |
| 34. | 3    | 0     | Хорхе Муриљо         | Колумбија                  | 2:19,05       |               |
| 35. | 2    | 1     | Адријел Сејнс        | Америчка Девичанска Острва | 2:20,92       |               |
| 36. | 2    | 0     | Амро ел Вир          | Јордан                     | 2:23,09       |               |
| 37. | 2    | 8     | Арнолдо Ерера        | Костарика                  | 2:24,57       |               |
| 38. | 1    | 3     | Сантијаго Сент Упери | Уругвај                    | 2:26,35       |               |
| 39. | 1    | 4     | Филипе Гомес         | Малави                     | 2:28,94       |               |
| 40. | 1    | 5     | Ото Боргардс         | Салвадор                   | 2:30,73       |               |
| —   | 2    | 3     | Васим Елуми          | Тунис                      | Није наступио | Није наступио |
| —   | 2    | 5     | Ајртон Свини         | Јужна Африка               | Није наступио | Није наступио |

## Резултати полуфинала
Полуфиналне трке одржане су у вечерњем делу програма 27. јула са почетком од 18:14 часова по локалном времену. Пласман у финале остварило је 8 пливача са најбољим временима.
Прво полуфинале
| ПЛ. | Стаза | Пливач           | Држава           | Резултат | Нап. |
| --- | ----- | ---------------- | ---------------- | -------- | ---- |
| 1.  | 4     | Рос Мердок       | Велика Британија | 2:07,72  | КВ   |
| 2.  | 7     | Јасухиро Косеки  | Јапан            | 2:07,80  | КВ   |
| 3.  | 1     | Иља Хоменко      | Русија           | 2:08,58  | КВ   |
| 4.  | 6     | Метју Вилсон     | Аустралија       | 2:08,64  | КВ   |
| 5.  | 3     | Лука Пицини      | Италија          | 2:08,95  |      |
| 6.  | 2     | Дмитриј Баландин | Казахстан        | 2:09,69  |      |
| 7.  | 5     | Ћин Хајанг       | Кина             | 2:10,14  |      |
| 8.  | 8     | Јаник Кезер      | Швајцарска       | 2:12,19  |      |

Друго полуфинале
| ПЛ. | Стаза | Пливач        | Држава           | Резултат | Нап.         |
| --- | ----- | ------------- | ---------------- | -------- | ------------ |
| 1.  | 4     | Антон Чупков  | Русија           | 2:07,14  | КВ РПр KР НР |
| 2.  | 5     | Ипеј Ватанабе | Јапан            | 2:07,44  | КВ           |
| 3.  | 3     | Кевин Кордес  | Сједињене Државе | 2:08,40  | КВ           |
| 4.  | 6     | Ник Финк      | Сједињене Државе | 2:08,80  | КВ           |
| 5.  | 7     | Ерик Персон   | Шведска          | 2:09,58  |              |
| 6.  | 1     | Марко Кох     | Немачка          | 2:09,61  |              |
| 7.  | 2     | Мао Гејљен    | Кина             | 2:09,63  |              |
| 8.  | 8     | Арно Каминга  | Холандија        | 2:09,94  | НР           |

## Финале
Финална трка пливана је 28. јула у вечерњем делу програма од 18:55 часова.
| ПЛ. | Стаза | Пливач          | Држава           | Резултат | Нап.      |
| --- | ----- | --------------- | ---------------- | -------- | --------- |
|     | 4     | Антон Чупков    | Русија           | 2:06,96  | РПр KР НР |
| 2   | 6     | Јасухиро Косеки | Јапан            | 2:07,47  |           |
| 3   | 5     | Ипеј Ватанабе   | Јапан            | 2:07,47  |           |
| 4.  | 3     | Рос Мердок      | Велика Британија | 2:08,12  |           |
| 5.  | 8     | Ник Финк        | Сједињене Државе | 2:08,56  |           |
| 6.  | 2     | Кевин Кордес    | Сједињене Државе | 2:08,68  |           |
| 7.  | 7     | Иља Хоменко     | Русија           | 2:09,18  |           |
| 8.  | 1     | Метју Вилсон    | Аустралија       | 2:10,37  |           |